# Нур, Насер Махмуд
Насер Махмуд Нур (араб. ناصر محمود نور‎; род. 22 августа 1996, ОАЭ) — коморский и эмиратский футболист, полузащитник.

## Биография
Насер Махмуд Нур родился 22 августа 1996 года в ОАЭ.
Несмотря на место рождения, не получил гражданство ОАЭ, поскольку происходит из бидунов. В соответствии с соглашением между правительствами жители Эмиратов без гражданства могут получить паспорт Комор, чем воспользовался и Махмуд. В то же время на сайте Профессиональной лиги ОАЭ он указан как имеющий местное гражданство.
Играет в футбол на позиции полузащитника. В 2018—2022 годах выступал за эмиратский «Аль-Васл». Провёл 33 матча в чемпионате ОАЭ, забил 5 мячей. Кроме того, на его счету 10 матчей и 1 гол в Кубке лиги.
В сезоне-2022/23 перешёл в эмиратский «Аджман». Провёл 5 матчей в чемпионате ОАЭ, по одному — в Кубке страны и Кубке президента ОАЭ.